# طبيب إلكتروني
الطبيب الإلكتروني (بالإنجليزية: Cyberdoc) هو مصطلح صاغه عالم النفس غونتر أيسينباخ (Gunther Eysenbach) في عام 2001 للإشارة إلى العدد المتزايد للمواقع الإلكترونية التي تقدم المعلومات والاستشارة الطبية. ويمكن الحصول على هذه الاستشارة والمعلومات واستخدامها كنوع من المساعدة الذاتية التطبيب الذاتي دون استشارة طبيب.
وقد ينطوي هذا على مشكلة، حيث قد يعتقد المرضى خطأ أنهم حصلوا على المعلومات التي يحتاجونها وبالتالي قد يتخلون عن الاستشارة المناسبة مع المعالج العام. ومع ذلك، إذا تم استخدامها بشكل صحيح، يمكن أن تقلل مواقع الطب الإلكترونية من الضغط الواقع على الخدمات الصحية الوطنية كما هو الحال بالنسبة للحالات البسيطة نسبيًا التي يمكن علاجها دون استشارات أو دون إضاعة وقت الممارسين العامين.